# Technicolor

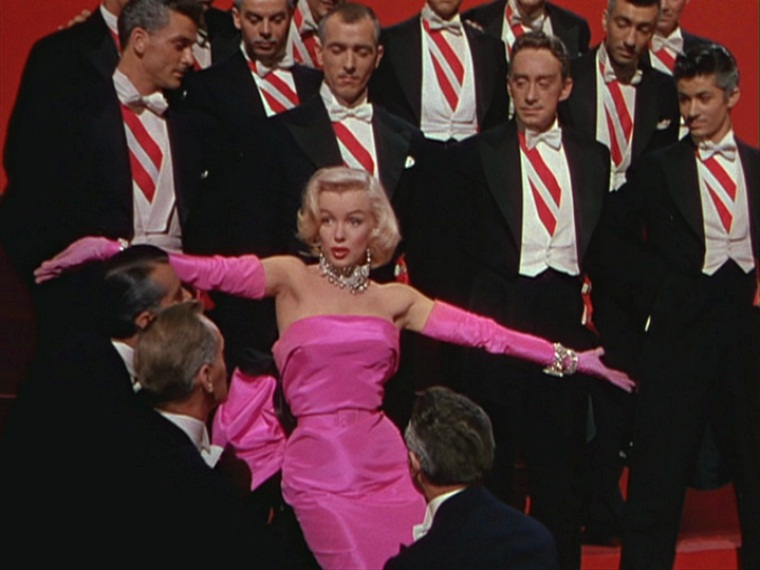
Marilyn Monroe w filmie Mężczyźni wolą blondynki, nakręconym w 1953 roku w Technicolorze

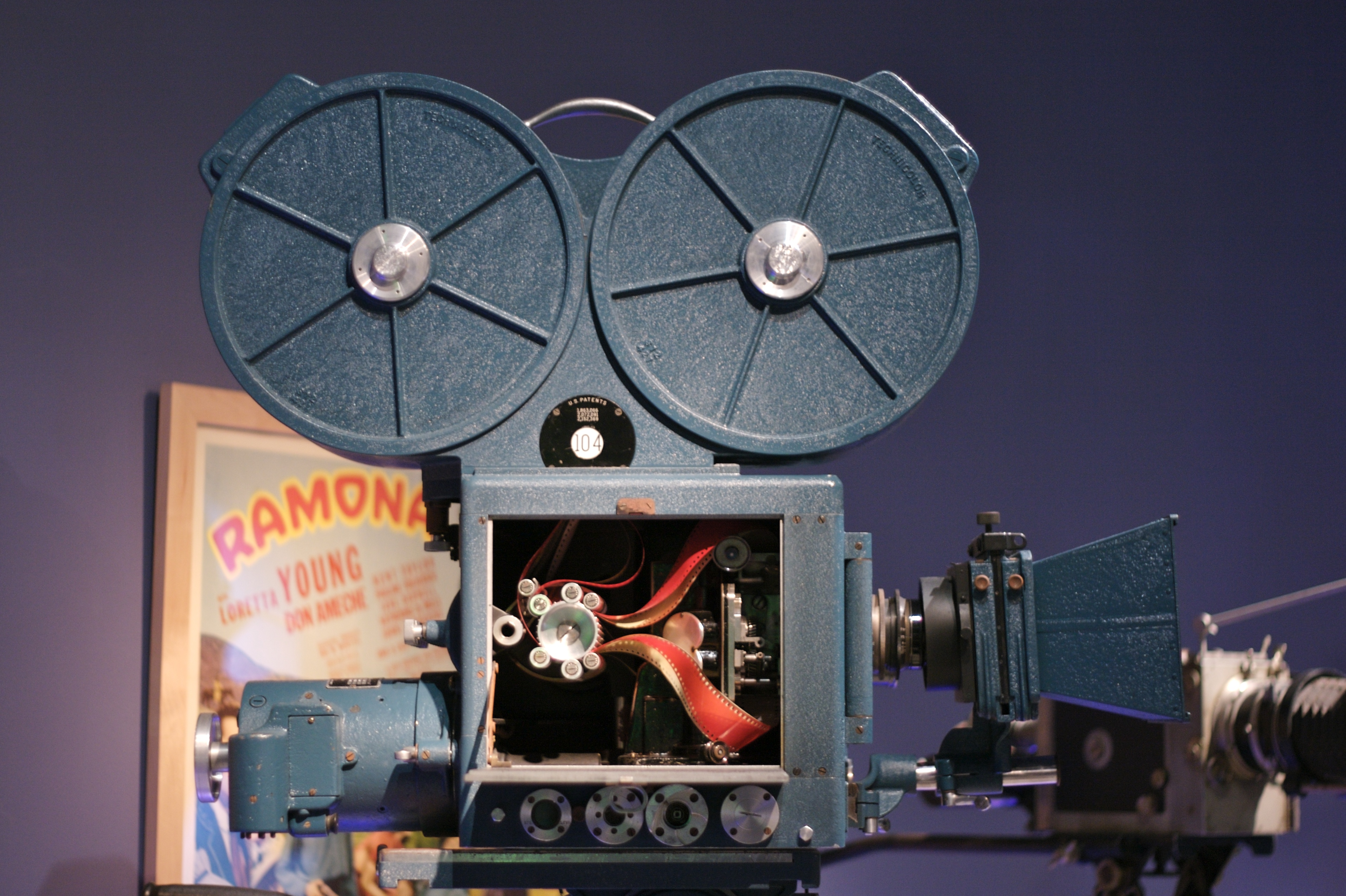
Kamera z 1932 roku z trzema oddzielnymi rolkami czarno-białego filmu (tzw. IV proces Technicolor)

Technicolor – wczesny proces obróbki materiału światłoczułego dający w efekcie naturalny obraz kolorowy, stosowany w hollywoodzkich filmach od 1922 roku przez około 30 lat. Technika ta zapoczątkowana została przez firmę Technicolor Motion Picture Corporation z Bostonu w roku 1914. Znany i doceniany za intensywność i nasycenie kolorów, wykorzystywany był głównie przy produkcji musicali (jak np. Deszczowa piosenka, Mężczyźni wolą blondynki czy Czarnoksiężnik z Oz), filmów kostiumowych (Przygody Robin Hooda) i animowanych (Królewna Śnieżka i siedmiu krasnoludków).
Technicolor powstawał z trzech czarno-białych negatywów naświetlanych przez system kolorowych (zielony, czerwony i niebieski) filtrów (tzw. IV proces z 1932). Jego przewagą nad wcześniejszymi metodami przedstawiania koloru była możliwość wyświetlania na standardowych projektorach oraz ekonomiczna zależność prędkości i jakości uzyskania filmu. Obecnie uznaje się, że system Technicolor doskonale archiwizuje kolorowy materiał światłoczuły.
Technicolor był najdroższą technologią w historii kinematografii z powodu konieczności używania wielkich i nieporęcznych kamer naświetlających trzy taśmy filmowe jednocześnie, ze względu na konieczność używania bardzo mocnego sztucznego oświetlenia na planie filmowym i z powodu kosztownego i długotrwałego procesu produkcji barwnej taśmy filmowej do projekcji kinowej na podstawie naświetlonych już trzech taśm.
Same kamery były tak kosztowne i skomplikowane w obsłudze, że twórcy filmowi mogli je tylko wynajmować wraz ze sztabem specjalistów od filmowania w kolorze.
Po raz pierwszy film w dwukolorowym Technicolorze (tzw. I proces) nakręcono w 1917 roku i był to komediodramat The Gulf Between jako eksperyment, który ujawnił wady tego procesu. Po udoskonaleniu metody (tzw. II proces) pierwszym w historii znanym filmem kolorowym w dwukolorowym Technicolorze jest dramat Toll of the Sea z 1922 roku, natomiast pierwszym w historii kina filmem kolorowym z naturalnymi barwami stosowanymi do dzisiaj, umożliwiającym projekcję bez redukcji kolorów, jest musical Kot i skrzypce z 1934 roku zrealizowany w technologii tzw. trójtaśmowej Technicolor (tzw. IV proces z 1932 rejestruje wszystkie trzy kolory), aczkolwiek sama sekwencja barwna w tym pełnometrażowym 88 minutowym filmie trwa tylko 4 minuty.

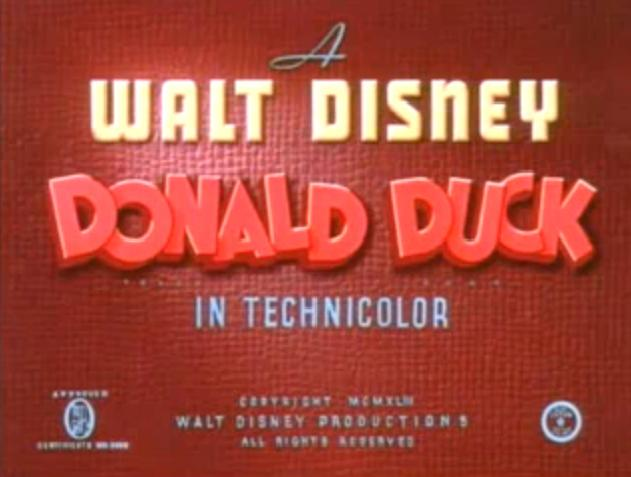
Czołówka kreskówki Walta Disneya Kaczor Donald zrealizowanej w Technicolorze. Wiele kreskówek amerykańskich lat 30. i 40. wyprodukowano w tej technice.

Pierwszy pełnometrażowy film kolorowy w Technicolorze (tzw. IV proces) to dramat historyczny Becky Sharp z 1935 roku.
W 1937 roku powstał pełnometrażowy amerykański kolorowy i dźwiękowy film fabularny zaliczany do komedii pod tytułem Nothing Sacred. Ten nowatorski film, gdzie wszystkie sceny zarówno statyczne, jak i dynamiczne, wewnątrz, jak i na zewnątrz sfilmowano w kolorze i jako jeden z pierwszych filmów barwnych zrekonstruowano cyfrowo w 1999 roku w wysokiej rozdzielczości i zgodnie z prawem udostępniono za darmo w domenie publicznej w internecie. Film zalicza się do nielicznych przeprowadzonych rekonstrukcji cyfrowych przedwojennych filmów barwnych.
Jeden z pierwszych polskich filmów kolorowych nakręcił w 1937 roku inżynier Tadeusz Jankowski. To film dokumentalny 10 minutowy na taśmie marki Agfa pod tytułem Wesele księżackie w Złakowie Borowym przedstawiający tańce łowickie na wsi. Dzieło zostało pokazane i nagrodzone na Wystawie Światowej w Paryżu w 1937 r. Film zachował się w zbiorach warszawskiego Muzeum Etnograficznego. Tuż przed II wojną światową w 1938 roku polski reżyser Romuald Gantkowski wraz z Ewą Curie nakręcili na taśmie marki Kodak 37 minutowy kolorowy film dźwiękowy The land of my mother na temat Polski, jej miast, historii i kultury. Film został pokazany i nagrodzony na Wystawie Światowej w Nowym Jorku w 1939 r. Dzieło zachowało się do dzisiejszych czasów.
Pierwszy fabularny film kolorowy w historii Polski to Przygoda na Mariensztacie z 1953 roku nakręcony na radzieckiej taśmie Sowkolor wzorowanej na niemieckiej taśmie Agfacolor wynalezionej w 1936 r.
Ostatni film nakręcony w technologii Technicolor to Foxfire z 1955 roku. Później w kinematografii na całym świecie używano już tylko pojedynczej kolorowej taśmy filmowej Kodak Kodachrome wynalezionej w 1935 roku, a używanej wcześniej głównie w fotografii.
Proces Technicolor jest używany poza kinematografią, także w profesjonalnej fotografii kolorowej wymagającej szczególnie wysokiej jakości obrazu, zwłaszcza mody i reporterskiej już od lat 30. XX wieku kiedy w 1934 roku wynaleziono aparat fotograficzny produkcji amerykańskiej Devin Tricolor naświetlający trzy czarno-białe negatywy szklane przez filtr czerwony, zielony i niebieski. Sprzęt był używany przez takie sławy jak między innymi fotograf szwajcarski Werner Bischof dokumentujący zrujnowaną Polskę tuż po wojnie w 1948 roku oraz amerykański Anton Bruehl, który wykonał portret burmistrza Nowego Jorku Fiorello La Guardia w 1939 roku.

## Pierwszy film w kolorze
Najstarszą znaną technologię wytwarzania barwnych filmów małoobrazkowych stworzył już w 1899 roku polski wynalazca Jan Szczepanik zwany „galicyjskim Edisonem”. Polski wynalazca użył w niej czarno-białego filmu oraz trzech filtrów w kolorach czerwonym, zielonym oraz niebieskim. Szczepanik nakręcał tą metodą filmy i dokonywał ich prezentacji podczas demonstracji wynalazku w Niemczech oraz Szwajcarii. System został dopracowany w latach 1918–1925 i był wysoko ceniony za bliskie realizmowi oddawanie kolorów. Technika ta została wykorzystana później z zastosowaniem filmu do fotografii przez znane firmy Kodak (1928) oraz Agfa (1932).

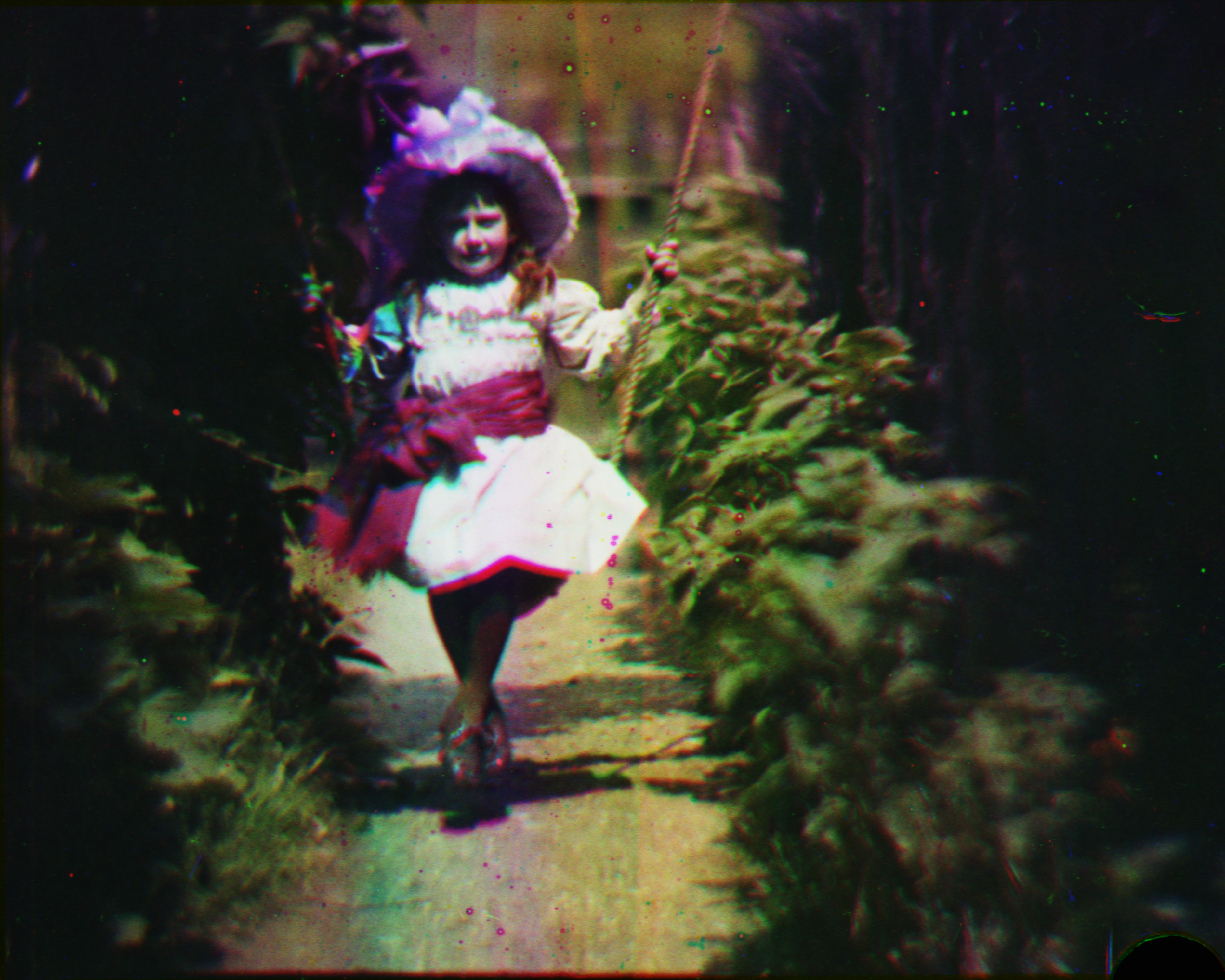
Klatka z odnalezionego filmu autorstwa Edwarda Raymonda Turnera (1902)

W 2012 roku, w Narodowym Muzeum Mediów w Bradford w Wielkiej Brytanii odnaleziono najstarszy na świecie kolorowy film, pochodzący z 1902 roku. Nakręcił go Edward Raymond Turner z Londynu. Film przedstawia dzieci Turnera, bawiące się w ogrodzie ich domu w Hounslow. Urządzenie, za pomocą którego film jest kolorowy, Turner opatentował już w marcu 1899 roku, a rolka filmu ma bardzo niestandardowy format, nieco ponad 38 mm. Technika, którą zastosował Turner, była bardzo pracochłonna, polegała na przepuszczeniu pojedynczej klatki filmowej tylko przez jeden z trzech filtrów (który każdy był w innym kolorze – zielony, niebieski i czerwony), na przemian, tak, że każda z klatek zawierała tylko 1/3 informacji o kolorze filmu.